# بوروخن
بوروخن (به اسپانیایی: Burujón) یک شهرستان در اسپانیا است که در استان تولدو واقع شده‌است.

## خصوصیات
بوروخن ۳۵ کیلومترمربع مساحت و ۱٬۳۷۶ نفر جمعیت دارد و ۵۰۴ متر بالاتر از سطح دریا واقع شده‌است.